# 란시마역
란시마역(일본어: 蘭島駅 란시마에키[*])은 일본 홋카이도 오타루시에 있는 홋카이도 여객철도 하코다테 본선의 철도역이다. 란시마는 아이누 어로 내리막의 뒤쪽에 있는 강을 뜻하는 란오시마크나이에서 유래되었다.

## 역 구조
2면 2선의 승강장이 있는 지상역이다. 업무 위탁역으로, 창구는 7시부터 17시 30분까지 영업한다.

### 승강장
| 1 | ■ 하코다테 본선 | 요이치 · 굿찬 · 오샤만베 방면 |
| 2 | ■ 하코다테 본선 | 오타루 · 데이네 · 삿포로 방면 |

## 역 주변
- 란시마 해수욕장
- 란시마 우편국
- 란시마 하수 종말 처리장
- 오타루 시립 오쇼로 중학교
- 오타루 시립 오쇼로추오 초등학교

## 역사
- 1902년 12월 10일 - 홋카이도 철도의 란시마역으로 개업.
- 1904년 10월 15일 - 오쇼로역(忍路駅)으로 개칭.
- 1905년 12월 15일 - 다시 란시마역으로 개칭.
- 1907년 7월 1일 - 홋카이도 철도 국유화.
- 1974년 9월 5일 - 화물 취급 폐지.
- 1982년 3월 1일 - 수하물 취급 폐지.
- 1987년 4월 1일 - 일본국유철도 분할 민영화로 홋카이도 여객철도가 계승.
- 2007년 10월 - 역 번호 부여. S17.

## 인접한 역
| 홋카이도 여객철도 하코다테 본선 | 홋카이도 여객철도 하코다테 본선 | 홋카이도 여객철도 하코다테 본선 |
| ------------------------------- | ------------------------------- | ------------------------------- |
| S18 요이치 오샤만베 방면        | ■ 하코다테 본선                 | S16 시오야 오타루 방면          |